# 1547
1547 (MDXLVII) var ett normalår som började en lördag i den julianska kalendern.

## Händelser

### Januari
- 16 januari – Ivan den förskräcklige kröns till tsar i Ryssland.[1]
- 28 januari – Vid Henrik VIII:s död efterträds han som kung av England och Irland av sin son Edvard VI.

### April
- 24 april – Karl V besegrar Johan Fredrik I av Sachsen i slaget vid Mühlberg som avsluter det Schmalkaldiska kriget.

### Okänt datum
- Holländaren Peter Ruyes anställs som Sveriges förste tavelkonservator att vårda konstsamlingen på Gripsholms slott.

## Födda
- 24 januari – Johanna av Österrike, storhertiginna av Toscana.
- 29 september – Miguel de Cervantes, spansk författare.
- 29 oktober – Sofia Vasa, svensk prinsessa, dotter till Gustav Vasa och Margareta Eriksdotter (Leijonhufvud).
- 12 november – Claude av Valois, hertiginna av Lothringen.

## Avlidna
- 28 januari – Henrik VIII, kung av England sedan 1509, herre över Irland 1509–1542 och kung av Irland sedan 1542.
- 25 februari – Vittoria Colonna, italiensk poet.
- 31 mars – Frans I, kung av Frankrike sedan 1515.
- 21 juni – Sebastiano del Piombo, italiensk konstnär, målare.
- 7 augusti – Gaetano av Thiene, italiensk grundare av Teatinorden, helgon.
- 17 augusti – Katharina von Zimmern, schweizisk furste-abbedissa och reformator.

### Fotnoter
1. ↑  World Statesmen